# Norman Parker
Norman Parker (Brooklyn (New York)) is een Amerikaanse acteur.

## Carrière
Parker begon in 1969 met acteren in de televisieserie Dark Shadows. Hierna heeft hij nog meerdere rollen gespeeld in televisieseries en films zoals Family Ties (1985-1987) en Falcon Crest (1989-1990).

## Filmografie[1]

### Films
- 2001 The Medicine Show – als Anthony Piegi
- 2001 The Trumpet of the Swan – als politieagent (stem)
- 1998 Bulworth – als Irwin Tannenbaum
- 1997 The Sleepwalker Killing – als sergeant Fetterman
- 1996 Mary & Tim – als ??
- 1996 Up Close & Personal – als Mark Linder
- 1990 The Bonfire of the Vanities – als Goldberg
- 1988 Leap of Faith – als Marty
- 1988 Down Delaware Road – als Ed Heller
- 1988 Who Gets the Friends? – als Everett Harden
- 1987 Carley's Web – als ??
- 1986 As the World Turns: 30th Anniversary – als Avril Hobson
- 1985 Murder: By Reason of Insanity – als rechter Gold
- 1985 Turk 182! – als dr. Salco
- 1983 Daniel – als directeur kinderopvang
- 1982 The Clairvoyant – als Larry Weeks
- 1981 Prince of the City – als Rick Cappalino
- 1980 Doctor Franken – als Morgue

### Televisieseries
Uitgezonderd eenmalige gastrollen.
- 1990 Equal Justice – als rechter Bennett – 2 afl.
- 1989 – 1990 Falcon Crest – als Julius Karnow – 7 afl.
- 1985 – 1987 Family Ties – als Robert Keaton – 6 afl.
- 1987 Duet – als dr. Becker – 4 afl.
- 1987 The Bronx Zoo – als Hector – 2 afl.
- 1986 As the World Turns – als Avril Hobson – 12 afl.
- 1982 – 1983 The Edge of Night – als David Cameron – 83 afl.
- 1976 Ryan's Hope – als dr. Valenti – 2 afl.
- 1969 – 1970 Dark Shadows – als hoofdloze man – 5 afl.